# Lesotho a 2000. évi nyári olimpiai játékokon
Lesotho az ausztráliai Sydneyben megrendezett 2000. évi nyári olimpiai játékok egyik részt vevő nemzete volt. Az országot az olimpián 3 sportágban 6 sportoló képviselte, akik érmet nem szereztek.

## Atlétika
Férfi
| Versenyző       | Versenyszám | Eredmény | Helyezés |
| --------------- | ----------- | -------- | -------- |
| Thabiso Moqhali | Maraton     | 2:16:43  | 16.      |

Női
| Versenyző   | Versenyszám | Előfutam | Előfutam | Előfutam | Negyeddöntő | Negyeddöntő | Negyeddöntő | Elődöntő | Elődöntő | Elődöntő | Döntő   | Döntő    |
| Versenyző   | Versenyszám | Idő      | Hely.    | Össz.    | Idő         | Hely.       | Össz.       | Idő      | Hely.    | Össz.    | Idő     | Helyezés |
| ----------- | ----------- | -------- | -------- | -------- | ----------- | ----------- | ----------- | -------- | -------- | -------- | ------- | -------- |
| Lineo Shoai | 200 m       | 25,57    | 6.       | 49.      | kiesett     | kiesett     | kiesett     | kiesett  | kiesett  | kiesett  | kiesett | kiesett  |

## Ökölvívás
| Versenyző        | Versenyszám | Selejtező                   | Nyolcaddöntő      | Negyeddöntő       | Elődöntő          | Döntő             | Helyezés |
| Versenyző        | Versenyszám | Ellenfél Eredmény           | Ellenfél Eredmény | Ellenfél Eredmény | Ellenfél Eredmény | Ellenfél Eredmény | Helyezés |
| ---------------- | ----------- | --------------------------- | ----------------- | ----------------- | ----------------- | ----------------- | -------- |
| Sebusiso Keketsi | Papírsúly   | Kim Uncshol (PRK) · 2-17    | kiesett           | kiesett           | kiesett           | kiesett           | 17.      |
| Mosolesa Tsie    | Váltósúly   | Steven Küchler (GER) · 2-17 | kiesett           | kiesett           | kiesett           | kiesett           | 17.      |

## Taekwondo
Férfi
| Versenyző      | Versenyszám | Selejtező                | Negyeddöntő                           | Elődöntő          | Vigaszág negyeddöntő | Vigaszág elődöntő | Bronz- mérkőzés   | Döntő             | Helyezés |
| Versenyző      | Versenyszám | Ellenfél Eredmény        | Ellenfél Eredmény                     | Ellenfél Eredmény | Ellenfél Eredmény    | Ellenfél Eredmény | Ellenfél Eredmény | Ellenfél Eredmény | Helyezés |
| -------------- | ----------- | ------------------------ | ------------------------------------- | ----------------- | -------------------- | ----------------- | ----------------- | ----------------- | -------- |
| Mokete Mokhosi | Pehelysúly  | Mario De Meo (ITA) · 3-3 | N'Guessan Sebastien Konan (CIV) · 3-4 | kiesett           |                      |                   |                   |                   | 5.       |

Női
| Versenyző              | Versenyszám | Selejtező         | Negyeddöntő                | Elődöntő          | Vigaszág negyeddöntő     | Vigaszág elődöntő | Bronz- mérkőzés   | Döntő             | Helyezés |
| Versenyző              | Versenyszám | Ellenfél Eredmény | Ellenfél Eredmény          | Ellenfél Eredmény | Ellenfél Eredmény        | Ellenfél Eredmény | Ellenfél Eredmény | Ellenfél Eredmény | Helyezés |
| ---------------------- | ----------- | ----------------- | -------------------------- | ----------------- | ------------------------ | ----------------- | ----------------- | ----------------- | -------- |
| Likeleli Alinah Thamae | Légsúly     |                   | Urbia Meléndez (CUB) · 0-3 |                   | Águeda Pérez (MEX) · 5-3 | kiesett           | kiesett           | kiesett           | 7.       |